# 157번가역
157번가(157th Street)역은 뉴욕 지하철 IRT 브로드웨이-7번로선의 역이다. 맨해튼의 워싱턴하이츠에 있는 브로드웨이와 157번가의 교차로에 위치해 있으며, 전시간 1 열차가 운행한다.
157번가역은 1900년에 승인된 최초의 지하철 노선의 일부로 인터버러 래피드 트랜싯 컴퍼니(IRT)용으로 건설되었다. 157번가를 포함한 노선은 같은 해 5월 14일에 착공되었다. 1904년 10월 29일에 부분개방 하였고, 2주 후인 11월 12일에 정식 개장하였다. 이 역은 1948년에 승강장이 연장되었고, 20세기 말에 보수되었다.
157번가역에는 2개의 상대식 승강장과 2개의 선로가 있다. 역은 타일과 모자이크 장식으로 지어졌다. 승강장에는 157번가와 브로드웨이 교차로 나가는 출구가 포함되어 있으며 운임 구역간은 서로 연결되어 있지 않다.

## 역 구조
| G        | 거리층        | 출구                                                                  |
| P 승강장 | 상대식 승강장 | 상대식 승강장                                                         |
| P 승강장 | 북행          | ← 밴코틀랜드 파크-242번가 방면 (168번가)                              |
| P 승강장 | 남행          | → 사우스 페리 방면 (145번가) → → (정규 운행 없음 (급행 선로): 96번가) |
| P 승강장 | 상대식 승강장 |                                                                       |

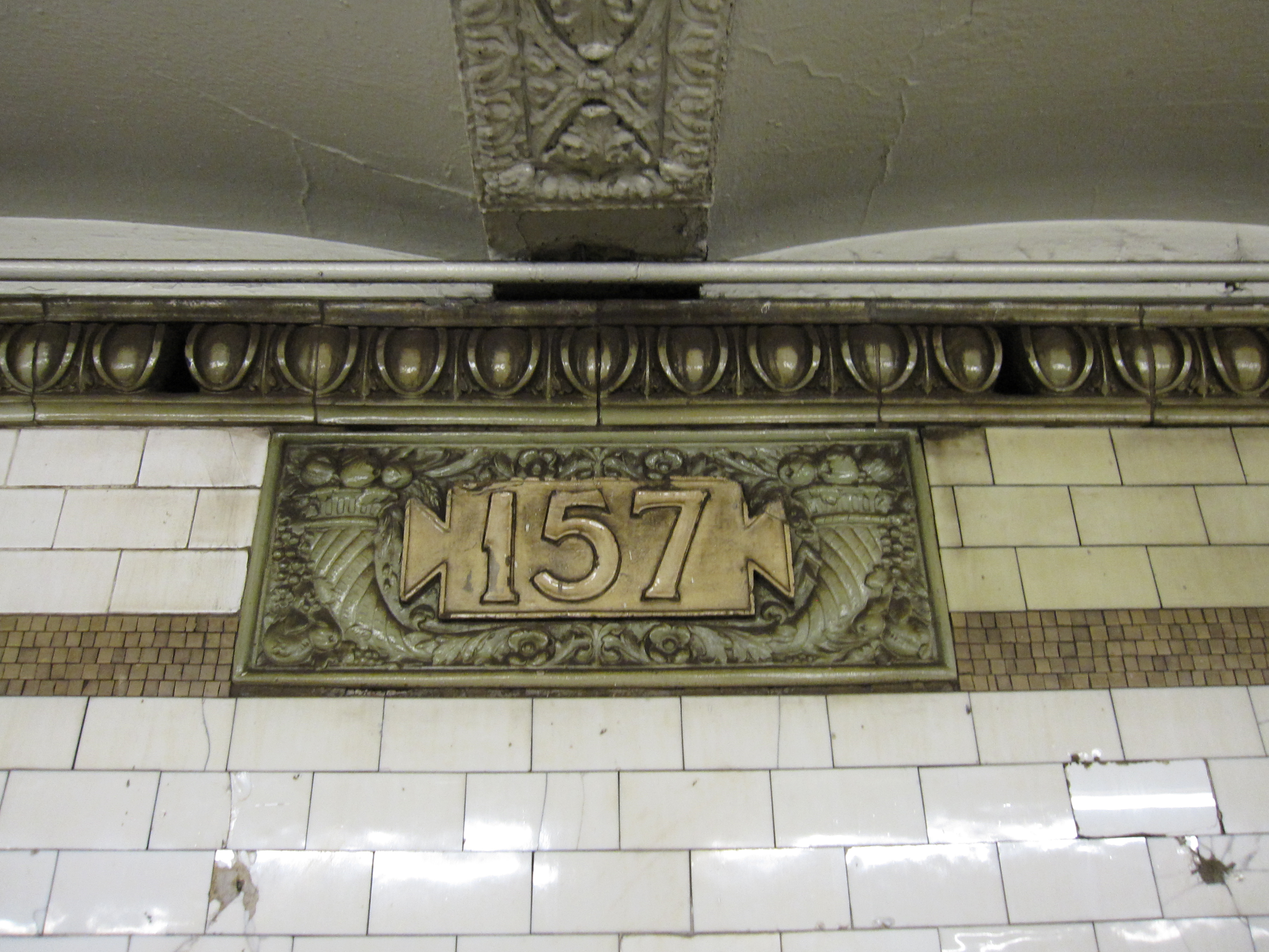
번호 "157"이 있는 세라믹 카르투슈

이 역은 초기 지하철의 일부였고, 2면 2선의 상대식 승강장으로 이루어졌다. 1번 노선이 전시간 정차한다.
96번가 북쪽의 다른 역과 마찬가지로 승강장의 길이는 원래 350 피트 (110 m)였지만,:4:8 1948년 승강장 확장으로 인해 길이는 520 피트 (160 m)가 되었다. 승강장 확장은 원래 승강장의 후면 끝에 행하였다. 즉, 남행승강장은 북쪽으로 확장되었고 북행승강장은 남쪽으로 확장되었다.:40

### 디자인
원래의 IRT의 일부로 건설된 다른 역들과 마찬가지로, 터널은 유틸리티 파이프와 전신이 들어 있는 "U"자 모양의 트러프로 덮여 있다. 이 트러프의 바닥에는 두께 4 인치 (100 mm) 이상의 콘크리트 기초가 포함되어 있다.:9 각 승강장은 배수 유역인 두께 3-인치-thick (7.6 cm)의 콘크리트 슬래브와 그 아래의 배수시설로 구성된다. 원래 승강장에는 15 피트 (4.6 m) 간격마다 I-빔 기둥이 포함되어 있다. 5 피트 (1.5 m) 간격으로 선로 사이에 추가 기둥이 있어 잭 아치형 콘크리트 역지붕을 지지한다.:4:9 전체 길이를 따라 이어지는 타일 기둥에는 검은색 문자 "157"이 포함되어 있다. 선로 사이의 기둥 일부에는 흰색 테두리에 검은색 문자로 "157" 역명판이 있다. trough 벽과 승강장 벽 사이에는 1-인치 (25 mm) 간격이 있으며 타일 마감으로 덮힌 4-인치 (100 mm) 두께의 벽돌로 만들어진다.:9
장식 방식은 청색/녹색 타일 태블릿, 버프 타일 밴드, 녹색 테라코타 코니스, 버프 테라코타 명판 등으로 구성된다. 장식 작업은 타일 시공업체 맨해튼 글라스 타일 컴퍼니와 테라코타 시공업체 애틀랜틱 테라코타 컴퍼니에서 수행했다.:40 승강장에는 "157" 모자이크 및 "157TH ST"이라고 적힌 역명판이 포함된 원래 트림 라인이 포함되어 있다. 타일에는 검은색 바탕에 갈색 테두리에 흰색 글자가 새겨진 방향 표지판이 있다.

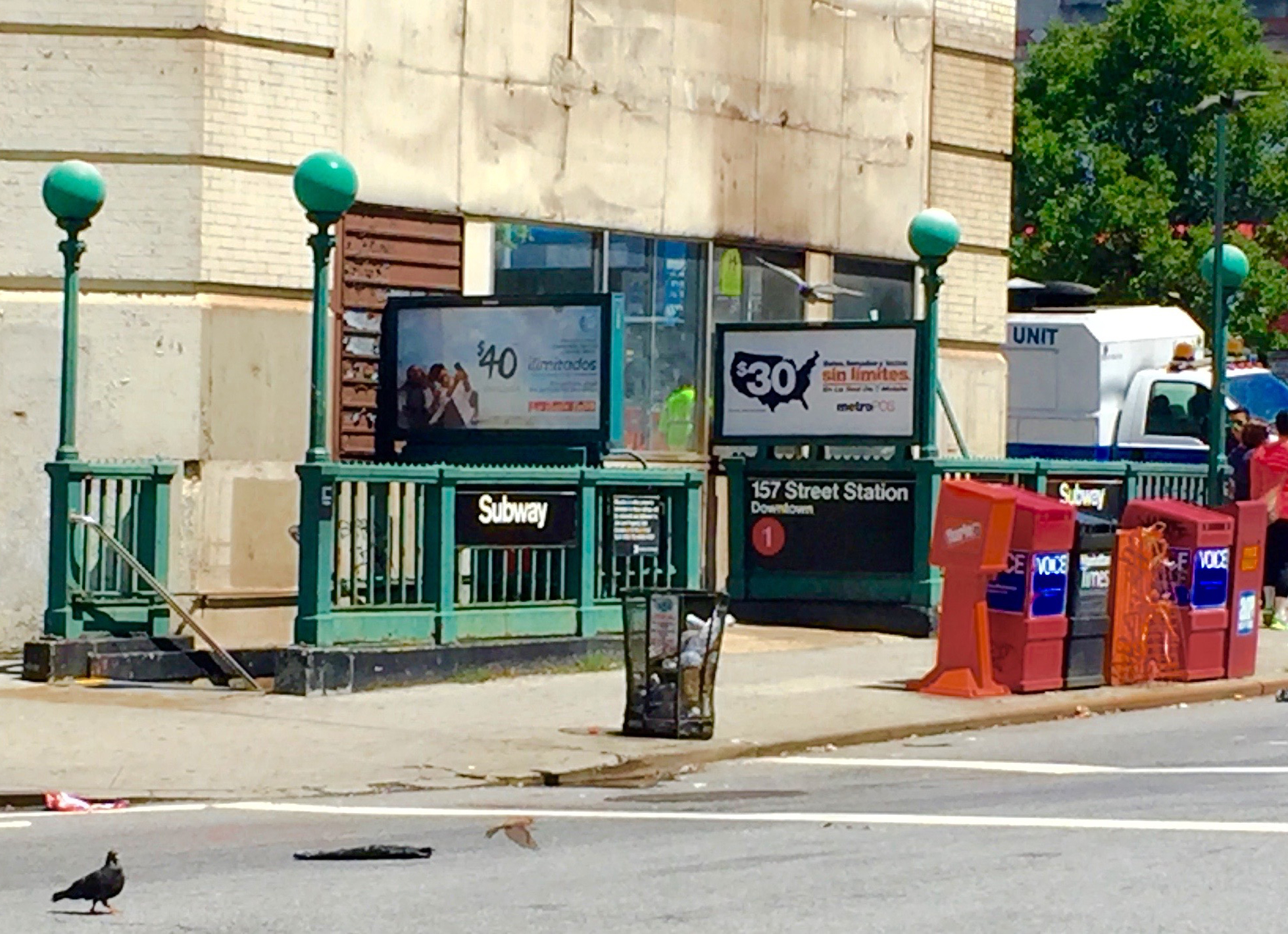
하행 출구

### 출구
각 승강장마다 중간 부근에 동일층의 운임 구역이 있다. 모두 개찰구 뱅크와 토큰 부스를 포함하며, 각각 두 개의 거리 계단이 있다. 북행 출구 2개는 157번가와 브로드웨이의 남동쪽 모퉁이와, 남행 출구 2개는 교차로의 북서쪽 모퉁이와 이어진다. 반대방향 승강장으로 가는 통로는 없다.